# Cuacuila (Zacatlán)
Cuacuila (del nahuatl, Kujukila, que quiere decir «lugar de los gusanos del encino»), es una localidad de México perteneciente al municipio de Zacatlán en el estado de Puebla.

## Cuacuila
Fundada en 1750 por un grupo de españoles que se estableció en la zona, la comunidad de Cuacuila pertenecía en un principio al municipio de Otatlan.
En 1917 logró separarse del antes mencionado municipio.  Encabezado por el General Gabriel Barrios Cabrera, el movimiento independentista tuvo el apoyo del municipio de Tetela de Ocampo, para este fin se levantó una guerrilla en el fortín a 7 km de esta comunidad obteniendo la victoria y liberación de su pueblo, dicho general se ganó el reconocimiento de la población y militares de su época; posteriormente se une a la revolución mexicana al lado de Venustiano Carranza en su paso por Tetela de Ocampo, teniendo una destacada participación. Hasta el año 1920 se elige al Pueblo de Cuacuila para formar parte del municipio de Zacatlán de las Manzanas.
Cuacuila está ubicada a una altitud de 2251 metros sobre el nivel del mar, el la parte más meridional del municipio. Colinda al norte con Omitlán, Tetelancingo y Yehuala; al sur con Xilitetitla y Xonocuautla; al este con Zoquitla y Popotohuilco y al oeste con Tetelco y Xaltatempa de Lucas
Predomina un clima templado húmedo con temperaturas que van de los 20 a los 7 °C la mayor parte del año. Es una localidad de alta marginación. Cuenta con 3 accesos, siendo caminos de terracería por donde transitan automóviles y ganado, el camino principal de 23 km de distancia por el lado suroeste viniendo desde el municipio de Chignahuapan, el segundo por su lado sur de 20 km de distancia desde Tetela de Ocampo y el último camino del lado suroeste desde el municipio de Zacatlán de las manzanas. 
Según censo de 2010 su población es de 355 habitantes. En su mayoría población indígena hablan el dialecto Nahuatl al igual que el español. La actividad económica principal la población es la agricultura, destacando el cultivo de cereales primordialmente maíz para el auto consumo y algunos vegetales. La vegetación de la región corresponde a bosques de coníferas: encinos y pinos. La fauna endémica de región montañosa como lo son ardillas, coyotes y mapaches.